# 環境審議会
環境審議会（かんきょうしんぎかい）とは、地方自治体の附属機関のひとつ。都道府県や市町村の区域における環境の保全に関して、基本的事項を調査審議させる等のため、環境の保全に関し学識経験のある者を含む者で構成される審議会。
環境基本法第43条（都道府県の審議会）、第44条（市町村の審議会）に基づく。
都道府県には必ず設置しなければならないが、市町村での設置は任意である。
環境基本法においては「審議会その他の合議制の機関」と定めるだけで名称についての定めはないが、通例、国の審議機関である中央環境審議会（環境基本法第41条）に倣い、「環境審議会」という名称の前に地方自治体名を冠して、「○×県環境審議会」「○×市環境審議会」などと称する。

## 組織
環境基本法には定めがなく、地方自治体において定める条例事項とされている。
しかしながら、中央環境審議会の組織を定めた中央環境審議会令を参考に、組織を定め、会長、委員、臨時委員（地方自治体によっては、特別委員ともいう。）、専門委員を置くとする場合が一般的である。
- 会長 - 会務を総理する。
- 臨時委員 - 特別の事項を調査審議させるため必要に応じて置く。
- 専門委員 - 専門の事項を調査させるため必要に応じて置く。

（参考：中央環境審議会令第2条、第4条）
なお、「調査審議」とは、審議会において、意見を述べ（調査）、議決に加わる（審議）ことを意味する。
会長の選任は委員の互選によることとしている場合が一般的である（中央環境審議会もこれによる）。
互選とは、それぞれの委員が適当とする委員に投票して選挙することを指し（自選が許されるかどうかについては議論がある）、特に方法の定めがなければ、必ずしも審議会において議決することを要しない。しかしながら、特定の委員を会長候補として予め議案に示し、審議会において当該候補への信任を求める方法については、それぞれの委員が他の委員を示して投票したわけではないため、互選を行ったとは言えず、実務上、注意が必要である。

## 運営
知事または市町村長の諮問に対し、委員で調査審議し、環境審議会としての意見をまとめ、諮問した者に対して、答申を行う。
環境基本計画といった地方自治体の環境施策の基本計画や、廃棄物処理計画、鳥獣保護計画といった個別の環境問題に対する行動計画の調査審議を行うのが一般的である。